# 沼田盆地
沼田盆地（ぬまたぼんち）とは、群馬県北部、利根川とその支流薄根川、片品川との合流点付近にある盆地である。

## 地理
北は武尊山、南西を子持山、南東を赤城山の火山が囲み、盆地の形状は逆三角形である。西寄りを利根川が南流し、河岸段丘を形成している。

## 農業
米作が行われ、コンニャク、タバコなどを特産。近年はリンゴの栽培も多い。